# Никандр (Феноменов)
Ника́ндр (в миру Микола Феноменів; 2 (14) травня 1872, Орловська губернія, Російська імперія — 18 лютого 1933, Ташкент, Узбекистан) — єпископ Російської православної церкви, митрополит Одеський.

## Біографія

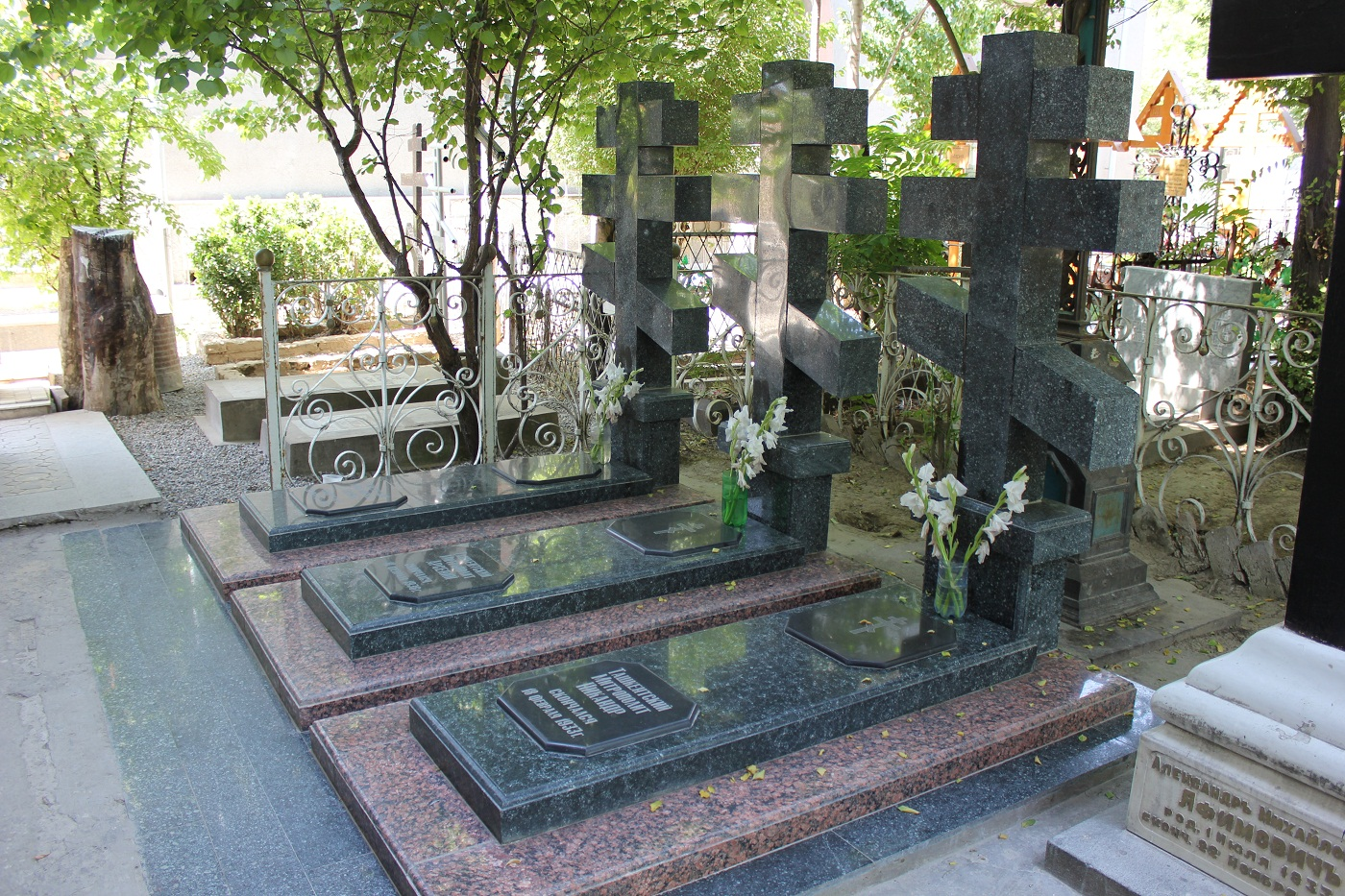
Місце поховання на Боткінському цвинтарі Ташкента

Народився 2 травня 1872 року в родині священика Орловської єпархії.
Закінчив Орловську духовну семінарію. У 1893-1897 роках навчався в Київській духовній академії.
Під час навчання в Київській духовній академії 3 квітня 1897 року пострижений в чернецтво, 10 квітня висвячений у ієродиякона, а 15 серпня — у ієромонаха.
У 1897 році закінчив академію зі ступенем кандидата богослов'я і 3 жовтня призначений викладачем гомілетики Тульської духовної семінарії.
У 1900 році призначений інспектором Кутаїської духовної семінарії.
11 січня 1901 році переведений на посаду інспектора Тифліської духовної семінарії. З 21 січня 1902 року — ректор Тифліської духовної семінарії в сані архімандрита.
Указом від 19 травня 1905 року призначений єпископом Бакинським, але 2 червня того ж року призначений єпископом Кінешемським. 10 липня 1905 хіротонізований на єпископа Кінешемського, вікарія Костромської єпархії.
З 15 лютого 1908 року, — єпископ Нарвський, вікарій Санкт-Петербурзької єпархії. З 26 травня 1910 року в протягом трьох з половиною місяців під час відпустки митрополита Антонія керував Санкт-Петербурзькою єпархією і завідував Олександро-Невською лаврою та Ісідоровським єпархіальним жіночим училищем.
З 20 березня 1914 року — єпископ Вятський та Слобідський.
Учасник Помісного Собору 1917—1918 років у Москві. На Соборі був обраний головою видавничого відділу; заступником члена Св. Синоду.
1 листопада 1918 був заарештований в Москві і був запроторений до Бутирської в'язниці без пред'явлення звинувачення.
7 квітня 1919 року возведений в сан архієпископа.
23 квітня 1919 року був засуджений до трьох років ув'язнення в концтаборі, відправлений в Архангельський табір. 9 вересня 1920 був достроково звільнений з концтабору. Повернувся до Москви.
20 жовтня 1920 був заарештований на своїй московській квартирі, поміщений спочатку в тюремний підвідділ МЧК (Кисільний пров., 8, камера 9), потім в Бутирську в'язницю.
У липні 1921 року звільнений під підписку про невиїзд з Москви.
У 1921 році став членом Священного Синоду і призначений архієпископом Астраханським. До місця призначення не виїхав через підписку про невиїзд.
У 1922 року призначений архієпископом Крутицьким, помічником Святійшого Патріарха Тихона. При вступі на посаду архієпископ Никандр зібрав для подання та знайомства московських благочинних, причому дав кожному з них доручення доставити для нього відомості про стан ввіреного йому благочиння.
22 березня 1922 року — заарештований і ув'язнений до Бутирської в'язниці в зв'язку зі справою «про вилучення церковних цінностей». 23 січня 1923 — звільнений під підписку про невиїзд з Москви.
20 березня 1923 був заарештований, притягнутий до суду разом з Патріархом, митрополитом Арсенієм Стадницьким, секретарем патріарха Петром Гур'євим.
У січні 1924 року разом з митрополитом Арсенієм Стадницьким був на кілька днів звільнений з ув'язнення. За цей час архієпископ Никандр побував у Патріарха Тихона і висловив побажання піти з Крутицький кафедри.
24 січня 1924 року вийшло розпорядження Патріарха Тихона № 71 «згідно зі словесним проханням Високопреосвященного Нікандра, архієпископа Крутицького, він звільняється тимчасово через хворобу на спокій, а архієпископом Крутицьким, керуючим Московською єпархією, призначається Високопреосвященний Петро, архієпископ Подільський».
28 березня 1924 року — засуджений до 3 років заслання в Середню Азію. Засланий в Чимбай (Каракалпакія), потім в Хіву. Звільнений у 1925 році.
У листопаді 1925 возведений у сан митрополита і спрямований на Одеську кафедру.
Восени 1927 переміщений митрополитом Ташкентським і Туркестанским, у зв'язку з призначенням в Одесу митрополита Ленінградського Іосифа Петрових.
У 1930 році, коли у православних Ташкента відібрали на користь обновленців останній храм — Свято-Сергієвський, віруючі стали збиратися для спільної молитви біля маленької цвинтарної каплиці на честь ікони Пресвятої Богородиці «Всіх скорботних Радість». Богослужіння здійснювали митрополити Никандр як правлячий архієрей і Новгородський Арсеній Стадницький, засланий до Ташкента. До цього часу у віданні митрополита Нікандра знаходилося всього 27 парафій.
30 вересня 1931 року включений в число постійних членів Тимчасового патріаршого Священного Синоду.
Помер 18 лютого 1933 року в Ташкенті. Мав дуже хворобливий і старий вигляд, незважаючи на те, що йому було всього 60 років.